# Уилям Бъроуз
Уилям Сюард Бъроуз (на английски: William Seward Burroughs, фамилното име се произнася /ˈbʌroʊz/, 5 февруари 1914 – 2 август 1997), познат още със своя псевдоним Уилям Лий, е американски романист, поет, есеист и художник. Бъроуз е важна фигура в т. нар. Бийтпоколение.

## Биография и творчество
Бъроуз е роден на 5 февруари 1914 г. в заможно семейство от Сейнт Луис, щата Мисури, където започва да пише есета и журнали в ранно юношество. След като напуска дома през 1932 г. за да учи в Харвард, Бъроуз е удивен и впечатлен от ъндърграунд обществата на наркоманите. Неговата първа творба като романист е „А хипопотамите се сварили в басейна си“, върху която работи съвместно със своя приятел Джак Керуак, докато двамата живеят заедно с Алън Гинсбърг.
Като постмодернист оказва голямо влияние върху поп-културата и литературата. Смятан е от мнозина за „един от най-политически язвителните, културно влиятелни и оригинални творци на 20 век“. Бъроуз пише 18 романа и новели, 6 сборника с разкази и 4 сборника с есета. Неговите интервюта и кореспонденции са събрани в 5 тома.
Работи по различни проекти с множество изпълнители и музиканти. Появява се и във филми.
Джон Уотърс описва Бъроуз като „първия човек, станал известен с неща, които по принцип се прикриват“. Голяма част от творбите на Уилям са частично автобиографични, главно повлияни от живота му като пристрастен към опиати – състояние, което бележи последните 50 години от неговия живот. Първият му самостоятелен роман носи името „Дрога“ (Junkie). В него често се срещат сатирични пасажи, в които е вплетен и черен хумор. Романът е изграден въз основа на авторските социални критични възгледи и „пожизнено подронване“ на моралните, политически и икономически канони на тогавашното американско общество. В това отношение Бъроуз е може би най-прочут с третия си роман „Голият обяд“ (Naked Lunch). В България добива популярност чрез станалата култова колекция „Америка ХХ“ на издателство „Парадокс“.
Бъроуз има само едно дете – Уилям Сюард Бъроуз Младши, което се ражда от втория му брак с Джоан Волмър (от 1946 до 1951 г.). Джоан умира, когато Бъроуз я прострелва в главата при опит да повтори популярната сцена с ябълката от „Вилхелм Тел“ в нетрезво състояние. Писателят е бисексуален, което той ревниво пази в тайна докато е млад, но впоследствие става открито хомосексуален. В творбите му често се забелязва яростна критика против хомофобията.
Бъроуз умира в дома си в Лорънс, Канзас от сърдечен удар на 83 години на 2 август 1997 г.

## За него
- Ann Charters (редактор). The Portable Beat Reader. Penguin Books, New York, 1992. ISBN 0-670-83885-3; ISBN 0-14-015102-8
- John Gilmore. Laid Bare: A Memoir of Wrecked Lives and the Hollywood Death Trip. Searching for Rimbaud. Amok Books, 1997.
- Oliver Harris. William S. Burroughs and the Secret of Fascination. Southern Illinois University Press, Carbondale, IL, 2003.
- Barry Miles. William Burroughs: El Hombre Invisible, A Portrait. Hyperion, New York, 1992.
- Davis Schneiderman and Philip Walsh. Retaking the Universe: William S. Burroughs in the Age of Globalization. Pluto Press, London, 2004.
- Michael Stevens. The Road to Interzone: Reading William S. Burroughs Reading. Suicide press, Archer City, Texas, 2009.